# Отрути
Отру́ти, тру́ти, трути́зни — речовини, які, потрапляючи в організм живих істот, здатні спричиняти різке порушення його нормальної життєдіяльності: отруєння або смерть, через їхні метаболічні процеси. Зі збільшенням впливу активної речовини зростає ймовірність заподіяння шкоди здоров'ю та життю в результаті отруєння.

## Абстрактно
Відомий вислів лікаря 16 століття Парацельса (1493—1541) звучить так: 'Що є отрутою, а що ні? Усе є отрутою, і немає нічого неотруйного. Лише доза визначає, що та чи інша речовина не є отрутою' (англ. What is there that is not poison? All things are poison and nothing is without poison. Solely the dose determines that a thing is not a poison).

## Загальний опис

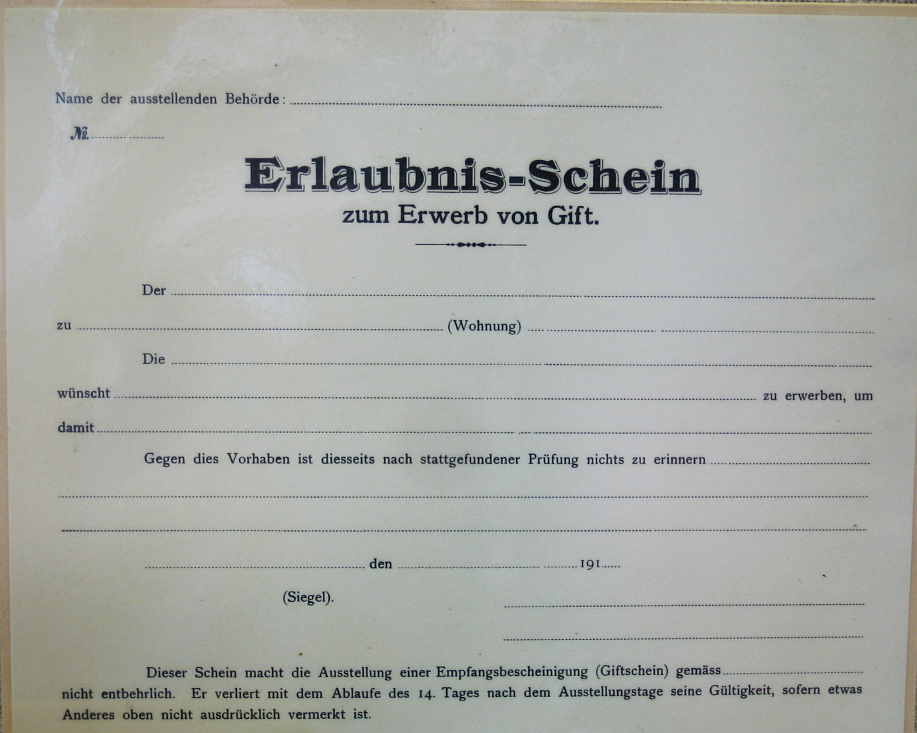
Історичний дозвіл на придбання отрути (близько 1910)

Віднесення тих або інших речовин до отрут є умовним, оскільки токсичність багатьох з них визначається обставинами або способом введення в організм. Токсичний хімікат — будь-який хімікат, який за рахунок свого хімічного впливу на життєві процеси може мати смертельний наслідок, призводити до тимчасової непрацездатності або заподіяти довготривалу шкоду людям чи тваринам.
До них належать усі такі хімікати, незалежно від їх походження чи способу їх виробництва і незалежно від того, чи вироблені вони на об'єктах, містяться у боєприпасах чи десь в іншому місці.

## Види та вплив
За походженням отрути поділяють на рослинні, тваринні, мінеральні і продукти хімічного синтезу (отрути промислові, пестициди).
Токсикологія — це наукова дисципліна, що вивчає токсичні речовини, їх вплив у різних дозах та лікування отруєнь. Вона займається речовинами, сумішами речовин, тваринами, рослинами та мікроорганізмами, а також біохімічними механізмами токсичної дії з точки зору кількісних аспектів.
Шкода, завдана отрутою, може полягати у тимчасовому погіршенні стану, постійному пошкодженні або смерті. Стійкі, шкідливі наслідки отрути називають хронічним отруєнням; вплив отрути, яка спричиняє негайну шкоду, називається гострим отруєнням.
Як небезпечні речовини, отрути класифікуються залежно від ефективної кількості на дуже токсичні, токсичні та шкідливі (раніше слаботоксичні).

Череп зі схрещеними кістками (☠) — це традиційна піктограма для позначення отрути.

## Токсичність (отруйність)
Толерантність до речовини варіюється серед багатьох живих істот або груп живих істот. В принципі, всі речовини, що вводяться в організм, можуть завдати шкоди у дозі, що перевищує певну, і тому вважаються токсичними при перевищенні цієї ефективної кількості. Парацельс писав у 1538 році: «Усе є отрутою, і ніщо не буває без отрути; лише доза визначає, що річ не є отрутою».
Токсичність — це міра шкідливого або летального впливу хімічної речовини або фізичного агента (наприклад, опромінення, іонізуючого випромінювання, радіаційного впливу) на живий організм. Розрізняють гостру токсичність, яка має негайний ефект, хронічну токсичність, коли пошкодження виникає лише після тривалого періоду впливу, та екологічну токсичність (екотоксикологію), яка має вплив на цілі популяції або екосистеми. Гостра токсичність визначається середньою кількістю (дозою) отрути, необхідною для досягнення певного токсичного ефекту, вираженою або як кількість отрути на кг маси тіла, або у вигляді добутку концентрації на час (добуток Хабера) в мг. хв −1 м −3. Хронічна токсичність описує токсичний вплив речовини при тривалому, регулярному застосуванні певної дози. Накопичення багатьох забруднюючих речовин у повітрі та ґрунті належить до сфери екотоксикології.
Абсолютний рівень токсичності (токсична доза) залежить від низки факторів. Найважливішими є тип та місце введення отрути (інгаляційне, пероральне, підшкірне або черезшкірне, внутрішньом'язове, внутрішньовенне або внутрішньоартеріальне, внутрішньочеревне тощо), транспортний засіб для застосування (наприклад, розчинник), фізичний стан організму (вид, вік і стать, індивідуальні особливості організму, схильність, стан здоров'я та умови життя) та хронобіологічні фактори (час застосування). Для забезпечення порівнянності даних про токсичність ці параметри повинні бути обов'язково вказані.
Нанотоксикологія займається впливом наночастинок, включаючи наноматеріали, на живі організми. Через свою мініатюризацію нанооб'єкти іноді демонструють значно змінені фізичні та хімічні властивості порівняно з їхнім вихідним матеріалом. Чим менша частинка, тим більша її токсичність. Наночастинки можуть викликати запальні реакції бронхів та легень, а в окремих випадках також повідомлялося про легеневий фіброз.
Вплив токсичних речовин можна частково нейтралізувати або пом'якшити за допомогою природних або штучно вироблених антидотів.

## Токсичні ефекти
Дія отрут обумовлена їх хімічними реакціями з речовинами, що входять до складу клітин і тканин організму, а також з тими, що беруть участь у тканинному обміні (наприклад, при отруєнні синильною кислотою).
Сила і характер дії отрут залежать від їх хімічної структури, фізико-хімічних властивостей, структурних і функціональних особливостей організму, що обумовлює вибіркову токсичність отрути по відношенню до окремих видів тварин або рослин, а також «спорідненість» («тропність») до певних систем або органів (наприклад, нейротропні отрути, що вражають переважно нервову систему).
Отрути потрапляють в організм людини переважно через травні і дихальні органи; виводяться з організму нирками, кишечником, легенями тощо.

### Токсична дія на людину
Отрути атакують різні рецептори в організмі. При гострому отруєнні часто уражаються такі органи, як печінка (гепатотоксини, наприклад, від парацетамолу), нирки (нефротоксини), а також мозок і нерви (нейротоксини, такі як ботулотоксин, та бойові отруйні речовини, такі як VX, зарин або зоман). Деякі отрути перешкоджають внутрішньому диханню, такі як нітрити та чадний газ, які блокують гемоглобін, або ціанід калію, який блокує клітинний дихальний ланцюг.
Для порівняння токсичності отрут використовують експерименти на тваринах, які проводяться у стандартизованих умовах. Наприклад, часто цитований показник ЛД50 вказує на кількість речовини відносно маси тіла, яка призводить до смерті половини популяції піддослідних тварин. ЛД означає летальну дозу. LDLo вказує на найнижчу дозу, яка може призвести до смерті лабораторної тварини.
Деякі з найпотужніших токсинів відомі під загальною назвою ботулотоксин, який можна знайти, серед іншого, в зіпсованих м'ясних і рибних консервах.

### Концентровані отрути та кумулятивні отрути
Розрізняють два типи токсинів відповідно до поведінки токсину на рецепторах:
- У випадку концентрованої отрути, ефект посилюється зі збільшенням концентрації токсину на рецепторах. Якщо токсин розщеплюється і повністю виводиться, наприклад, через метаболічні процеси або видихання, не пошкоджуючи заблоковані рецептори, ефект також повністю зникає.
- У випадку кумулятивної отрути, яку також називають сумарною отрутою або c·t-отрутою, токсин викликає незворотні зміни в рецепторах. Цей ефект залишається навіть після виведення активної речовини з організму. При наступному введенні молекули токсину можуть знову незворотно пошкодити деякі з решти рецепторів. Таким чином, індивідуальні ефекти можуть накопичуватися. Поглинання токсину може відбуватися безперервно або епізодично. Ефект (W) є результатом добутку концентрації (c) і тривалості впливу (t), тобто W=c·t (див. правило Габера).

Приклади
- Тютюновий дим містить нікотин, який у високих концентраціях є дуже токсичним[13]. Нікотин є типовою концентрованою отрутою. Він оборотно блокує нікотинові ацетилхолінові рецептори. Через короткий час рецептори знову вивільняються. Навіть якщо нікотин приймається хронічно протягом багатьох років, низькі дози нікотину завдають лише незначної шкоди організму.
- Тютюновий дим також містить кілька канцерогенних сполук. Найвідомішою з них є бензо[a]пірен, який має нижчу гостру токсичність, ніж нікотин[14], але є типовою кумулятивною отрутою. Продукт окислення бензо[a]пірен-7,8-дигідрокси-9,10-епоксид, що утворюється в організмі з бензо[a]пірену, який потрапляє в організм у дуже малих дозах протягом багатьох років, значно підвищує ризик розвитку раку легенів та інших видів раку, оскільки він реагує з компонентом генетичного матеріалу ДНК.

### Приклади різних токсичних ефектів
- Отруйні «коктейлі», які іноді готують з метою вбивства або самогубства, зазвичай є більш «токсичними», ніж сума їхніх окремих речовин («потенціювання»). Це також стосується поєднання субтоксичних кількостей екологічно небезпечних речовин, які разом можуть мати руйнівний ефект.
- Доза етанолу, що вживається всередину у вигляді пива протягом вечора (тобто підгостро), може призвести до більш виражених та, можливо, небезпечних симптомів отруєння, якщо її вжити швидко у вигляді міцних спиртних напоїв.
- Етанол є смертельним у значно менших дозах для людей зі зниженою або порушеною алкогольдегідрогеназою.
- Теобромін у шоколаді (або какао) токсичний для собак і котів.
- Вживання 10 літрів води за один раз (дистильованої чи ні) може бути смертельним для дорослої людини. Виникає гіпонатріємія (дефіцит натрію через осмотичну депривацію). Однак це не токсична дія самої води, а радше шкідливий ефект розведення.
- Організм, пошкоджений хворобою, реагує на токсини чутливіше, ніж організм здорової людини.
- Доза дигітоксину, яка є терапевтичною для дорослої людини, може бути смертельною для дитини або людини похилого віку.
- Значення LD50 для ДДТ становить 113 мг/кг для щурів, але лише 1 мг/кг маси тіла для мух.
- 2,3,7,8-Тетрахлордибензодіоксин є гостро смертельним для овець, але у людей така ж концентрація призводить лише до розвитку хлоракне.
- Металева ртуть менш токсична при ковтанні, ніж при вдиханні парів.
- Повторне надходження отрути призводить до розвитку толерантності до багатьох речовин. Наприклад, працівники миш'якової промисловості колись споживали дози миш'яку (As2O3), що в кілька разів перевищували звичайну смертельну дозу, без будь-яких (гострих) побічних ефектів. Солі талію мають подібний вплив на організм людини. Більш очевидним прикладом є героїн, до якого у людей розвивається виражена толерантність.
- Білий морозник, рослина, яка є дуже отруйною для більшості ссавців, поїдається благородними оленями під час гону.
- Отруєння снодійними препаратами іноді призводить до смерті через порушення терморегуляції та охолодження тіла. Якщо охолодженню протидіяти (за допомогою ковдри або обігрівача), передозування, яке було б смертельним на відкритому повітрі, може бути терпимим за певних обставин.

## Класифікація отрут

### Токсична речовина як небезпечна речовина
Хоча загалом токсичні забруднювачі класифікуються як небезпечні для навколишнього середовища (N), речовини поділяються на дуже токсичні (T+), токсичні (T) та шкідливі для здоров'я (Xn) (застарілий термін «менш токсичні») відповідно до їхнього впливу на людину.
| Символ небезпеки з Позначення небезпеки | Символ небезпеки з Позначення небезпеки | Ідентифікація лист | Класифікація символів небезпеки | Приклади                         |
| --------------------------------------- | --------------------------------------- | ------------------ | --- | -------------------------------- |
|                                         | дуже токсичний                          | Т+                 | якщо вони можуть спричинити смерть або гостре чи хронічне пошкодження здоров'я при вдиханні, ковтанні або всмоктуванні через шкіру у дуже малих кількостях. Застосовуються такі граничні значення ЛД50 перорально, щур: < 25 мг/кг ЛД50 шкірний, щур або кролик: < 50 мг/кг LC50 при вдиханні, щури, для аерозолів/пилу: < 0,25 мг/л: LC 50 при вдиханні, щури, для газів/парів: < 0,50 мг/л | Атропін, зарин, талій            |
|                                         | отруйний                                | Т                  | якщо вони можуть спричинити смерть або гостре чи хронічне пошкодження здоров'я при вдиханні, ковтанні або всмоктуванні через шкіру у невеликих кількостях; усі речовини, що піддаються токсичній, мутагенній та токсичній реакції (CMR), також позначені літерою T. Застосовуються такі граничні значення: перорально, щури: 25 мг/кг < LD50 < 200 мг/кг: шкірний, щур або кролик: 50 мг/кг < LD 50 < 400 мг/кг: інгаляція, щури, для аерозолів/пилу: 0,25 мг/л < LC 50 < 1 мг/л: інгаляція, щур, для газів/парів: 0,50 мг/л < LC 50 < 2 мг/л | Метанол, чотирихлористий вуглець |
|                                         | шкідливий для здоров'я                  | Хн                 | якщо вони можуть спричинити гостру або хронічну шкоду здоров'ю при вдиханні, ковтанні або потраплянні через шкіру. Застосовуються такі граничні значення: перорально, щури: 200 мг/кг < LD50 < 2000 мг/кг: шкірний, щур або кролик: 400 мг/кг < LD 50 < 2000 мг/кг: інгаляція, щури, для аерозолів/пилу: 1 мг/л < LC 50 < 5 мг/л: інгаляція, щур, для газів/парів: 2 мг/л < LC 50 < 20 мг/л | Дихлорметан                      |

Згідно з новою класифікацією відповідно до узгодженої на глобальному рівні системи класифікації та маркування хімічних речовин, речовини поділяються на гостротоксичні (символ 06), небезпечні для здоров'я (символ 08) та різні інші небезпечні для здоров'я (символ 07).
| Символ GHS з Сигнальне слово | Символ GHS з Сигнальне слово | Класифікація символів небезпеки | Приклади                                       |
| ---------------------------- | ---------------------------- | --- | ---------------------------------------------- |
|                              | Небезпека                    | у невеликих кількостях вони можуть спричинити смерть або гостре чи хронічне пошкодження здоров'я при вдиханні, ковтанні або проникненні через шкіру. Застосовуються наступні граничні значення ЛД50 перорально, щури: ≤ 300 мг/кг LD50 шкірний, щур або кролик: ≤ 1000 мг/кг LC50 при вдиханні, щури, для аерозолів/пилу: ≤ 1,0 мг/л LC50 при вдиханні, щури, для газів ≤ 2500 ppm: LC 50 при вдиханні, щури, для парів: ≤ 10 мг/л      | Атропін, зарин, талій, метанол, тетрахлорметан |
|                              | Небезпека                    | якщо вони можуть спричинити гостру або хронічну шкоду здоров'ю при вдиханні, ковтанні або потраплянні через шкіру. Застосовуються такі граничні значення ЛД50 перорально, щури: ≤ 2000 мг/кг LD50 шкірний, щур або кролик: ≤ 2000 мг/кг LC50 при вдиханні, щури, для аерозолів/пилу: ≤ 5,0 мг/л LC50 при вдиханні, щури, для газів ≤ 20 000 ppm: LC 50 при вдиханні, щури, для парів: ≤ 20 мг/л. або канцерогенні чи алергенні речовини | Дихлорметан                                    |
|                              |                              | Символ «жирний знак оклику» використовується для позначення, окремо або додатково, різних категорій, які раніше переважно охоплювалися символом небезпеки Xi для подразнюючої речовини. За певних обставин його також можна опускати. Сигнальне слово вибирається залежно від контексту. | Етанол                                         |

Ці правила відповідають загальноєвропейським нормам. Відповідно до Швейцарського закону про отрути, вони класифікуються за класами отрут, але з 2005 року застосовуються також символи небезпеки ЄС.
Як небезпечні вантажі під час перевезення, що регулюється Європейською угодою про міжнародне дорожнє перевезення небезпечних вантажів, токсичні речовини мають клас небезпечних вантажів 6.1. – Токсичні речовини або, у випадку газів, 2 з рівнями небезпеки T (токсичні); TF (токсичні і легкозаймисті); TC (токсичні і корозійні); TO (токсичні і окислювальні); TFC (токсичні, легкозаймисті і окислювальні); TOC (токсичні, окислювальні і корозійні) та ідентифікаційним номером небезпеки (номером Кемлера) 6.
| Клас небезпечних вантажів | Клас небезпечних вантажів                       | Клас небезпечних вантажів | класифікація | Приклади                                               |
| ------------------------- | ----------------------------------------------- | ------------------------- | --- | ------------------------------------------------------ |
|                           | Клас 6.1                                        | Токсичні речовини         | Речовини, які, як відомо з досвіду, або можна припустити з експериментів на тваринах, здатні завдати шкоди здоров'ю або смерті людини після вдихання, проковтування або контакту зі шкірою у разі одноразового або короткочасного впливу у відносно невеликих кількостях.                                                                        | Ціаністий водень (ціаниста кислота), миш'як, пестициди |
|                           | Клас 2, групи небезпеки T, TF, TC, TO, TFC, TOC | Гази (токсичні)           | гази, (a) які відомі своєю токсичністю та корозійною дією на людину настільки, що становлять небезпеку для здоров'я, або (b) які вважаються токсичними або корозійними для людини, оскільки після випробувань відповідно до маргінального номера 2600, пункту 3, вони мають значення LC50 для гострої токсичності не більше 5000 мл/м³ (проміле) | Газоподібний хлор, хлористий водень, діоксид сірки     |

Як токсичні речовини, токсини зазвичай мають R-фрази 20–28 (Шкідливий/Токсичний/Дуже токсичний при вдиханні/при контакті зі шкірою/при ковтанні), R29, 31, 32 (Вивільняє токсичний газ при контакті з іншими речовинами) та R50–59 (Небезпечний для навколишнього середовища). Однак, кілька інших R-фраз також описують токсичні ефекти в медичному або юридичному сенсі (подразник, ризик раку, мутагенний тощо).
Список токсичних та дуже токсичних речовин, описаних у Вікіпедії, можна знайти в категорії: Токсичні речовини.

### Юридичне визначення
Згідно з поширеною точкою зору, отрута — це будь-яка органічна або неорганічна речовина, яка, залежно від її природи, введеної кількості, способу введення та фізичної конституції потерпілого, здатна завдати шкоди здоров'ю шляхом хімічного або хіміко-фізичного впливу.
Отрута вважається введеною, якщо встановлено зв'язок між організмом і речовиною.
Законодавець прямо посилається на класифікацію як небезпечних речовин (наприклад, § 3 абз. 1 Z 6 та 7 ChemG 1996, Австрія), до яких, зокрема, відносяться речовини, позначені як шкідливі для здоров'я (наприклад, § 35 Z 1 ChemG 1996). Відповідно до Законів про хімічні речовини та Постанов про небезпечні речовини, достатньо обґрунтованої підозри щодо токсичності речовини, щоб класифікувати її як отруту.
Введення отрути карається (у Німеччині згідно з § 224 абз. 1 № 1 Alt. 1 StGB) як небезпечне тілесне ушкодження.

## LD50— Таблиця та логарифмічна шкала отруйності
Таблиця значень LD 50 деяких речовин у різних видах:
| Субстанція                                                     | Види тварин, шлях введення                                                  | LD50 {LC50}                        | LD50 : г/кг {LC50 : g/l} стандартизовано | Деталізація |
| -------------------------------------------------------------- | --------------------------------------------------------------------------- | ---------------------------------- | ---------------------------------------- | --- |
| Вода                                                           | Пацюк, орально                                                              | >90 г/кг                           | >90                                      | |
| Сахароза (цукор)                                               | Пацюк, орально                                                              | 29,7 г/кг                          | 29,7                                     | [Safety (MSDS) data for sucrose у Wayback Machine (арх. 2011-06-12)]                                                                |
| Глутамат натрію (E621)                                         | Пацюк, орально                                                              | 16,6 г/кг                          | 16,6                                     | [ 17 ] |
| Аскорбінова кислота (вітамін C)                                | Пацюк, орально                                                              | 11,9 г/кг                          | 11,9                                     | |
| Сечовина                                                       | Пацюк, орально                                                              | 8,471 г/кг                         | 8,471                                    | |
| Ціанурова кислота                                              | Пацюк, орально                                                              | 7,7 г/кг                           | 7,7                                      | |
| Сульфід кадмію                                                 | Пацюк, орально                                                              | 7,08 г/кг                          | 7,08                                     | |
| Етанол                                                         | Пацюк, орально                                                              | 7,06 г/кг                          | 7,06                                     | [ 18 ] |
| Isopropylmethylphosphonsäure (IMPA, метаболіт зарину)          | Пацюк, орально                                                              | 6,86 г/кг                          | 6,86                                     | [ 19 ] |
| Меламін                                                        | Пацюк, орально                                                              | 6 г/кг                             | 6                                        | [ 20 ] |
| Melamincyanurat                                                | Пацюк, орально                                                              | 4,1 г/кг                           | 4,1                                      | [ 20 ] |
| Natriummolybdat                                                | Пацюк, орально                                                              | 4 г/кг                             | 4                                        | [Safety (MSDS) data for sodium molybdate у Wayback Machine (арх. 2011-01-28)]                                                       |
| Хлорид натрію (кухонна сіль)                                   | Пацюк, орально                                                              | 3 г/кг                             | 3                                        | [Safety (MSDS) data for sodium chloride у Wayback Machine (арх. 2007-10-30)]                                                        |
| Парацетамол (ацетамінофен)                                     | Пацюк, орально                                                              | 1,944 г/кг                         | 1,944                                    | [ 21 ] |
| Тетрагідроканабінол (THC)                                      | Пацюк, орально                                                              | 1,27 г/кг                          | 1,27                                     | |
| Хлорид бензалконію (ADBAC)                                     | Пацюк, орально Риба, занурення водні безхребетні, imm.                      | 304,5 мг/кг {280 µg/l} {5,9 µg/l}  | 0,304 5 {0,000 28} {0,000 005 9}         | |
| Кумарин (в коричник китайський та інших рослинах)              | Пацюк, орально                                                              | 293 мг/кг                          | 0,293                                    | [Coumarin Material Safety Data Sheet (MSDS). у Wayback Machine (арх. 2019-09-05)]                                                   |
| Ацетилсаліцилова кислота (аспірин)                             | Пацюк, орально                                                              | 200 мг/кг                          | 0,2                                      | [Safety (MSDS) data for acetylsalicylic acid у Wayback Machine (арх. 2011-08-11)]                                                   |
| Кофеїн                                                         | Пацюк, орально                                                              | 192 мг/кг                          | 0,192                                    | [ 22 ] |
| Arsentrisulfid                                                 | Пацюк, орально                                                              | 185–6 400 мг/кг                    | 0,185–6,4                                | |
| Нітрит натрію                                                  | Пацюк, орально                                                              | 180 мг/кг                          | 0,18                                     | [недоступне посилання — історія] |
| Uranylacetat-Dihydrat                                          | Миша, орально                                                               | 136 мг/кг                          | 0,136                                    | |
| Бісопролол                                                     | Миша, орально                                                               | 100 мг/кг                          | 0,1                                      | [Bisoprolol у Wayback Machine (арх. 2020-10-29)]                                                                                    |
| Іприт                                                          | Людина, шкірні покриви                                                      | 100 мг/кг                          | 0,1                                      | |
| Cobaltchlorid                                                  | Пацюк, орально                                                              | 80 мг/кг                           | 0,08                                     | [ 23 ] |
| Оксид кадмію                                                   | Пацюк, орально                                                              | 72 мг/кг                           | 0,072                                    | |
| Фторид натрію                                                  | Пацюк, орально                                                              | 52 мг/кг                           | 0,052                                    | |
| Пентаборан                                                     | Людина, орально                                                             | <50 мг/кг                          | <0,05                                    | |
| Капсаїцин                                                      | Миша, орально                                                               | 47,2 мг/кг                         | 0,047 2                                  | [Capsaicin Material Safety Data Sheet. у Wayback Machine (арх. 2007-09-29)]                                                         |
| Хлорид ртуті(II)                                               | Пацюк, шкірний                                                              | 41 мг/кг                           | 0,041                                    | [ 24 ] |
| Амфетамін                                                      | Миша, внутрішньовенно Миша, орально                                         | 18 мг/кг 21 мг/кг                  | 0,018 0,021                              | |
| ЛСД (LSD-25)                                                   | Пацюк, внутрішньовенно                                                      | 16,5 мг/кг                         | 0,016 5                                  | [ 25 ] |
| MDMA (екстазі)                                                 | Собака, внутрішньовенно Пацюк, внутрішньоочеревинне введення Пацюк, орально | 14 мг/кг 49 мг/кг 325 мг/кг        | 0,014 0,049 0,325                        | [(±)-3,4-Methylenedioxymethamphetamine 64057-70-1 у Wayback Machine (арх. 2023-05-08)]                                              |
| Оксид арсену(III) (білий миш'як)                               | Пацюк, орально                                                              | 14 мг/кг                           | 0,014                                    | [ 26 ] |
| Арсен                                                          | Пацюк, внутрішньоочеревинне введення Пацюк, орально                         | 13 мг/кг 763 мг/кг                 | 0,013 0,763                              | [ 27 ] [ 28 ] |
| Кокаїн                                                         | Собака, внутрішньовенно Миша, орально                                       | 13 мг/кг 96 мг/кг                  | 0,013 0,096                              | [ 29 ] |
| Метамфетамін                                                   | Собака, орально Миша, орально                                               | <10 мг/кг 34 мг/кг                 | <0,01 0,034                              | [The pathophysiology of acute amphetamine poisoning with pathologic correlation - PubMed у Wayback Machine (арх. 2024-12-02)]       |
| Нікотин                                                        | Людина, орально                                                             | 6,5–13 мг/кг                       | 0,006 5–0,013                            | [ 30 ] |
| Ціанід натрію                                                  | Пацюк, орально                                                              | 6,4 мг/кг                          | 0,006 4                                  | [ 31 ] |
| Білий фосфор                                                   | Пацюк, орально                                                              | 3,03 мг/кг                         | 0,003 03                                 | [Hexachloroethane. у www.atsdr.cdc.gov (арх. [Дата відсутня])]                                                                      |
| Героїн                                                         | Людина, внутрішньовенно Миша, внутрішньовенно Миша, підшкірно               | 1–5 мг/кг 21,8 мг/кг 261,6 мг/кг   | 0,001–0,005 0,021 8 0,261 6              | [Diamorphine (PIM 261F, French) у Wayback Machine (арх. 2025-05-15)][Toxic Substances in water у Wayback Machine (арх. 2011-04-30)] |
| Стрихнін                                                       | Людина, орально                                                             | 1–2 мг/кг                          | 0,001–0,002                              | [Strychnine (PIM 507) у Wayback Machine (арх. 2025-07-25)]                                                                          |
| Cantharidin                                                    | Людина, орально                                                             | 0,5 мг/кг                          | 0,000 5                                  | |
| Афлатоксин B1 (в Аспергіл жовтий)                              | Пацюк, орально                                                              | 480 µg/kg                          | 0,000 48                                 | [ 32 ] |
| Зарин                                                          | Миша, підшкірно Людина, шкірні покриви                                      | 172,23 µg/kg 28 мг/кг              | 0,000 172 23 0,028                       | [ 33 ] [ 34 ] |
| Gift der brasilianischen Wanderspinne                          | Пацюк, підшкірно                                                            | 134 μg/kg                          | 0,000 134                                | |
| Фентаніл                                                       | Мавпа, внутрішньовенно Пацюк, внутрішньовенно Миша, внутрішньовенно         | 30 µg/kg 3 мг/кг 6,9 мг/кг         | 0,000 03 0,003 0,006 9                   | [Fentanyl citrate injection, USP. у Wayback Machine (арх. 2020-10-31)]                                                              |
| Отрута тайпану континентального (австралійської отруйної змії) | Пацюк, підшкірно                                                            | 25 μg/kg                           | 0,000 025                                | [ 36 ] |
| 2,3,7,8-Tetrachlordibenzodioxin (TCDD, ein Dioxin)             | Пацюк, орально                                                              | 22–190 μg/kg                       | 0,000 022–0,000 19                       | |
| Рицин                                                          | Пацюк, внутрішньоочеревинне введення Пацюк, орально                         | 22 μg/kg 20–30 мг/кг               | 0,000 022 0,02–0,03                      | [ 37 ] |
| Тетродотоксин                                                  | Миша, внутрішньовенно Миша, орально                                         | 8 μg/kg 334 μg/kg                  | 0,000 008 0,000 334                      | [ 38 ] |
| Батрахотоксин (з дереволазових)                                | Людина, підшкірно                                                           | 2–7 μg/kg                          | 0,000 002–0,000 007                      | |
| Abrin                                                          | Миша, внутрішньовенно Людина, вдихання Людина, орально                      | 0,7 μg/kg 3,3 μg/kg 10–1 000 μg/kg | 0,000 000 7 0,000 003 3 0,000 01–0,001   | |
| Сакситоксин                                                    | Миша, орально Людина, орально                                               | 263 µg/kg 5,7 µg/kg                | 0,000 263 0,000 005 7                    | [ 39 ] [ 40 ] |
| VX                                                             | Людина, орально, інгаляція, поглинання через шкіру/очі                      | 2,3 μg/kg (geschätzt)              | 0,000 002 3                              | [ 41 ] |
| Maitotoxin                                                     | Миша, внутрішньоочеревинне                                                  | 130 ng/kg                          | 0,000 000 13                             | [ 42 ] |
| Полоній                                                        | Людина, вдихання                                                            | 10 ng/kg (geschätzt)               | 0,000 000 01                             | [ 43 ] |
| Ботулотоксин                                                   | Людина, орально, ін'єкція, інгаляція                                        | 1 ng/kg                            | 0,000 000 001                            | [ 44 ] |

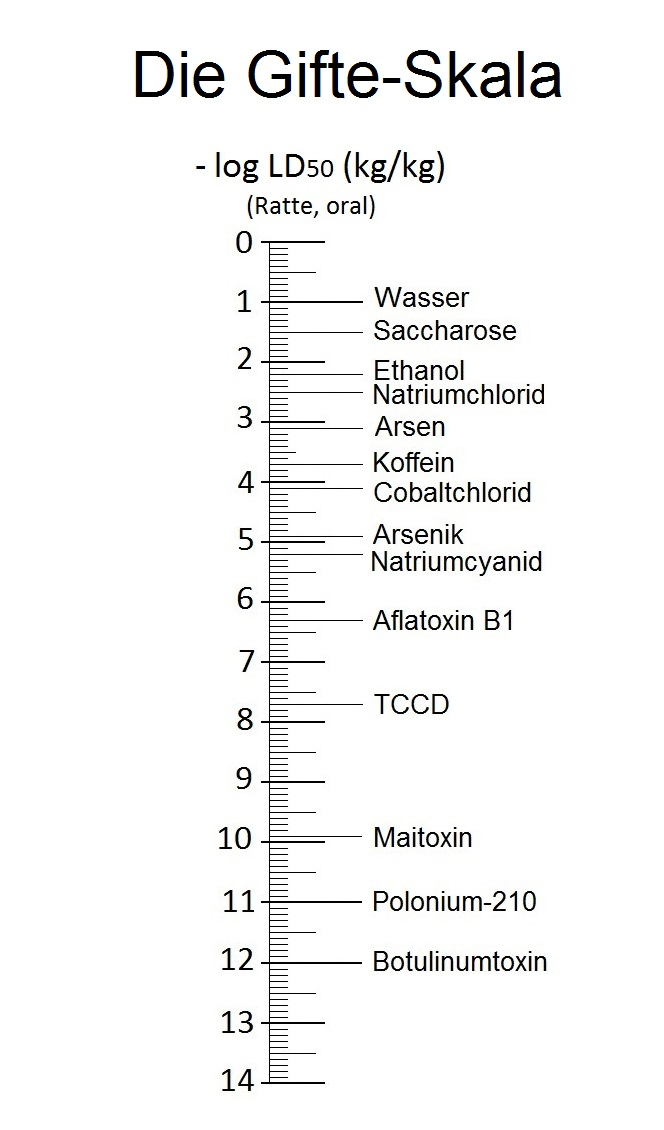
Логарифмічне представлення значень LD _{50}

Значення LD50 мають дуже широкий діапазон. Ботулотоксин, найтоксичніша відома речовина, має значення LD50 1 нг/кг, тоді як найменш токсична речовина, вода, має значення LD50 понад 90 г/кг. Це різниця приблизно 1 на 100 мільярдів, або 11 порядків величини. Як і для всіх виміряних значень, що відрізняються на багато порядків величини, доцільним є логарифмічний аналіз. Відомими прикладами є вираз сили землетрусу за шкалою Ріхтера, значення pH як міра кислотної або основної природи водного розчину або об'єм у дБ. У цьому випадку розглядається негативний десятковий логарифм значень LD50, який стандартизований у кг на кг маси тіла.
−log LD 50 (кг/кг) = значення

Отримане безрозмірне значення можна ввести в шкалу токсичності. Вода, як найважливіша речовина, має ключове значення 1 в отриманій шкалі токсичності.

## Отрути, небезпечні для людини (приклади)
| Субстанція        | Шлях поглинання | Кількість у мг·кг−1 | Джерела |
| ----------------- | --------------- | ------------------- | ------- |
| Етанол            | перорально      | 1400                |         |
| Фосфор            | перорально      | 0001,4              |         |
| Бром              | перорально      | 0014                |         |
| Нітратна кислота  | перорально      | 0430                |         |
| Фенол             | перорально      | 0140–1400           |         |
| Піридин           | перорально      | 0500                |         |
| Атропін           | невідомо        | 0000,143            |         |
| Ціанід калію      | перорально      | 0002,857            |         |
| Хінін             | невідомо        | 0294                |         |
| Іприт             | черезшкірний    | 0064                |         |
| Ципрофлоксацин    | перорально      | 0005,714            |         |
| Ціанід натрію     | перорально      | 0002,8              |         |
| Parathion         | перорально      | 0000,17             |         |
| Фенциклідин       | перорально      | 0014                |         |
| Хлорид ртуті(II)  | перорально      | 0001                |         |
| Діетиленгліколь   | перорально      | ca. 1000            | [ 46 ]  |
| Cantharidin       | перорально      | 0000,03–0,5         |         |
| Дихлофос          | перорально      | 0050                | [ 47 ]  |
| Люїзит            | черезшкірний    | 0037,6              |         |
| Picrotoxin        | перорально      | 0000,357            | [ 48 ]  |
| Blei(II)-carbonat | перорально      | 0571                |         |
| Heptabarbital     | перорально      | 0050                |         |
| Gyromitrin        | перорально      | 0020                |         |

### Токсини
Токсини — це отрути, що синтезуються живими організмами.
Токсини, що виробляються організмом людини:
- Токсини уремії.

Рослинні отрути:
- Аконітин (аконіт)
- Дигітоксин (наперстянка пурпурова)
- Колхіцин (пізньоцвіт)
- Коніїн (болиголов плямистий)
- Кураре (стрихнос отруйний)
- Нікотин (тютюн)
- Рицин (рицина)
- Стрихнін (чилібуха)
- Таксани (тис)
- Тропанові алкалоїди(інші мови) (беладона звичайна, дурман, труба ангела, блекота).

Токсини, що виробляються мікроорганізмами:
- Бактеріальні токсини
  - Ботулінічний токсин (Clostridium botulinum)
  - Екзотоксин А (Паличка синьогнійна)
  - Токсини Шига(інші мови) (Shigella dysenteriae)
  - Веротоксин (кишкова паличка)
  - Тетаноспазмін (Clostridium tetani)
- Бреветоксини (нейротоксичні динофітові водорості, Karenia brevis(інші мови))
- Мікотоксини (токсичні сполуки, що виробляються грибами).

Грибні токсини (отруйні гриби):
- Аматоксини (бліда поганка, а також в грибах родів коноцибе, галерина і лепіота).

Тваринні отрути:
- Отрути амфібій
- Бджолина отрута
- Отрути риб (Фуґу)
- Отрута шершня
- Отрути для стріл(інші мови) (Pfeilgiftfröschen тощо)
- Зміїна отрута(інші мови)
- Отрута скорпіонів
- Отрута павуків
- Отрута самців качкодзьобів
- Отрути морських безхребетних (таких як морські оси, Chiropsalmus quadrigatus і синьокільцевий восьминіг).

### Інші отрути
Неорганічні сполуки:
- Аміак
- Арсен та Оксид арсену(III)
- Берилій
- чадний газ
- Сірководень
- більшість важких металів, наприклад, кадмій, ртуть або плутоній
- Фосфін
- Синильна кислота (ціаністий водень)
- Ціанід калію

Органічні сполуки:
- ДДТ
- Паратіон
- деякі феноли та спирти, такі як фенол, метанол та етанол (алкоголь)